# Nematodirus
Nematodirus ist eine Gattung der Fadenwürmer, die im Dünndarm von Wiederkäuern und Kaninchen parasitieren. 

## Merkmale
Die weißlichen, etwa 2 cm langen, gewundenen und untereinander knäuelartig verbundenen Parasiten haben im Gegensatz zu anderen Trichostrongyloiden ein kleines, aber deutliches Kopfbläschen. Das Vorderende ist meist etwas schlanker als der hintere Teil. Die Cuticula trägt 14 bis 18 Längsleisten. Bei den Weibchen stülpt sich am stumpfen Hinterende des Schwanzes ein deutlicher Stachel vor, zudem enthalten sie große Eier. Der Schwanz der männlichen Tiere trägt lange dünne Spicula, die sich zu einer verbreiterten Spitze vereinigen, die artspezifisch geformt ist. Die männliche Bursa hat verlängerte seitliche Lappen. Der Entwicklungszyklus unterscheidet sich von anderen Trichostrongyloiden deutlich, denn die Entwicklung bis zum dritten Larvenstadium läuft bereits innerhalb des Eis ab.

## Arten
Die wichtigsten Arten und ihre Wirte sind:
| Art                     | Wirte                                  |
| ----------------------- | -------------------------------------- |
| Nematodirus battus      | Schafe, Ziegen, selten Rinder          |
| Nematodirus filicollis  | Schafe, Ziegen, selten Hirsche         |
| Nematodirus spathiger   | Schafe, Ziegen, Rinder                 |
| Nematodirus helvetianus | Rinder, gelegentlich Schafe und Ziegen |
| Nematodirus abnormalis  | Kamele, Schafe, Ziegen                 |
| Nematodirus lamae       | Lamas, Alpakas                         |
| Nematodirus leporis     | Kaninchen                              |